# Clyphogonium
Clyphogonium es un género de foraminífero bentónico considerado como nomen nudum e invalidado, aunque considerado perteneciente a la familia Lagenidae, de la superfamilia Nodosarioidea, del suborden Lagenina y del orden Lagenida. Su rango cronoestratigráfico abarcaba el Liásico (Jurásico inferior).

## Clasificación
En Clyphogonium no se ha considerado ninguna especie.